# Daniel Greene
Daniel „Danny” Greene (ur. 1960 w Miami na Florydzie) − amerykański aktor filmowy i telewizyjny.

## Kariera
Urodził się w Miami na Florydzie. Pierwszą w jego karierze kreacją aktorską była postać Feliksa w operze mydlanej ABC Szpital miejski (General Hospital, 1982). Po gościnnych występach w amerykańskich serialach, pojawił się w niezależnym filmie o tematyce fitness/aerobik Pulsaciones (1984) jako Roger. W dość chłodno przyjętym slasherze Deadly Intruder (1985) odegrał drugoplanową postać Danny’ego, a następnie wystąpił w komedii Szwy (Stitches, 1985) u boku Parkera Stevensona.
Przełom w karierze Greene’a nastąpił bezpośrednio po roli tytułowego bohatera fantastycznonaukowego filmu akcji Paco – maszyna śmierci (Vendetta dal futuro albo Hands of Steel, 1986) − uwodzicielsko przystojnego mężczyzny-robota zaprogramowanego, by zabić naukowca, w którego rękach znajduje się los świata. W tym samym roku aktor zakończył kreować postać Dwayne’a Cooleya w operze mydlanej CBS Falcon Crest, w którą wcielał się nieprzerwanie przez dwa lata (1985-86).
Wystąpił potem jako Bob Redding w horrorze komediowym Elvira, władczyni ciemności (Elvira, Mistress of the Dark, 1988), Qualcuno paghera? (1988) z Giuliano Gemmą, Mary Stavin i Ernestem Borgnine, przygodowym filmie sensacyjnym Na tropie kondora (Sulle tracce del condor, 1990) jako Mark Lester z Brentem Huffem i Charlesem Napierem, Najemnik (Soldier of Fortune, 1990) z udziałem Danuty Lato, a także gościnnie w operze mydlanej NBC Santa Barbara (1992) jako Antonio Ronovich. Użyczył dodatkowego głosu w dramacie kryminalnym Ślady czerwieni (Traces of Red, 1992) z Jamesem Belushi i Lorraine Bracco.
Pojawił się też w sześciu komediach braci Bobby’ego i Petera Farrellych: Kręglogłowi (Kingpin, 1996), Sposób na blondynkę (There’s Something About Mary, 1998), Ja, Irena i Ja (Me, Myself & Irene, 2000) jako Dickie Thurman, partner bohaterki granej przez Renée Zellweger, Płytki facet (Shallow Hal, 2001), Skazani na siebie (Stuck on You, 2003) oraz Miłosna zagrywka (Fever Pitch, 2005).
W 1985 roku, na planie teledysku „Just A Gigolo” Davida Lee Rotha poznał aktorkę LaGeny Hart, z którą ożenił się 14 lutego 1990 roku.

## Filmografia

### Filmy fabularne
- 1984: Hotel „Pod Pączkiem Róży” (The Rosebud Beach Hotel) jako Brad
- 1984: Pulsaciones jako Roger
- 1985: Deadly Intruder jako Danny
- 1986: Paco – maszyna śmierci (Vendetta dal futuro/Hands of Steel) jako Paco Queruak
- 1986: Zwariowany pułk lotniczy (Weekend Warriors) jako McCracken
- 1987: Striker jako kierowca ciężarówki
- 1987: Agent Specjalny Hammer (Hammerhead) jako Hammer
- 1988: Elvira, władczyni ciemności (Elvira, Mistress of the Dark) jako Bob Redding
- 1988: Qualcuno paghera? jako Bobby Mulligan
- 1988: Artur 2 (Arthur 2: On the Rocks) jako Troy
- 1990: Amerykański rikszarz (American risciò) jako Francis
- 1990: Na tropie kondora (Sulle tracce del condor) jako Mark Lester
- 1990: Najemnik (Soldier of Fortune) jako Vincent Miles
- 1996: Kręglogłowi (Kingpin) jako Calvert Munson
- 1996: Obłąkani (The Maddening) jako policjant
- 1998: Sposób na blondynkę (There’s Something About Mary)
- 2000: Ja, Irena i Ja (Me, Myself & Irene) jako Dickie Thurman
- 2001: Płytki facet (Shallow Hal) jako lekarz
- 2003: Skazani na siebie (Stuck on You) jako turysta
- 2005: Miłosna zagrywka (Fever Pitch) jako kelner
- 2011: Bez smyczy (Hall Pass) jako policjant
- 2013: Co było, a nie jest (Clear History, TV) jako klient sklepu z kawą
- 2014: Głupi i głupszy bardziej (Dumb and Dumber To) jako Ninja na wózku

### Seriale TV
- 1982: Szpital miejski (General Hospital) jako Felix
- 1983: Matt Houston jako Gregory
- 1983: Dynastia (Dynasty) jako szofer
- 1983: Alice jako Aardvark
- 1984: Drużyna A (The A-Team) jako Ray Evans
- 1984: Strach na wróble i pani King (Scarecrow and Mrs. King)
- 1985-86: Falcon Crest jako Dwayne Cooley
- 1986: Remington Steele jako Tony Petz
- 1988: Prawnicy z Miasta Aniołów (L.A. Law) jako Jack Seiling
- 1992: Santa Barbara jako Antonio Ronovich
- 1995: Matlock jako osobisty trener
- 1997: Savannah jako twardziel